# Historias de hombres sólo para mujeres
Historias de hombres sólo para mujeres —en inglés: Stories of Men Only For Women, también conocida simplemente como Historias de hombres— es una serie de televisión colombiana producida por Caracol Televisión en el año 2001.

## Sinopsis
Es un espacio en el que convergen desde relatos de amor y de despecho, hasta conflictos individuales y familiares, temas que llaman la atención de los televidentes en esta serie. La materia prima del programa son las vivencias de hombres de diferentes clases sociales, los cuales deben enfrentar dilemas morales, físicos, psicológicos y sociales, llegando en algunos casos a situaciones límite.
Los secretos, los complejos, las ilusiones, hombre comunes y corrientes, que han llegado hasta el taller estudio de Mauricio, una persona que les ofrece un espacio agradable, donde simplemente pueden hablar y desahogarse contando sus historias tan cotidianas como las de cualquier otra persona y que expresan todos esos sentimientos que han tenido reprimidos durante mucho tiempo. Los protagonistas nos cuentan sus temores, sus miedos, sus afectos, sus secretos, sus sentimientos, y muchos otros problemas que nos llevan al mundo desconocido para muchos pero que realmente sienten los hombres.

## Reparto
- Mauricio Arango[1]
- Hernando Casanova
- Mayil Georgi
- Felipe Galofre
- César Navarro
- Luz Estrada[1]
- Alejo Correa
- Claudia Dorado
- José Julián Gaviria
- Juan Pablo Llano
- Antonio Puentes
- Benjamin Petersen
- Luis Fernando Bohórquez[1]
- Blas Jaramillo
- Elías Rima Nassiff
- Vicky Rueda
- Maurizio Konde
- Lina De la Pava[3]
- Sebastián Caicedo
- Germán Escallón
- Héctor Chiquillo
- Marcel Pardo
- Iván Cuevas
- Manú
- Rodrigo Rodríguez
- Diego Manzano
- José Ersell Marga
- Andrés Galindo
- Fabián Mendoza[5]
- Santiago Naranjo[8]

## Episodios
- Por una sola vez[1]
- Inevitable tentación
- Mi Julieta
- El topo
- Gordo, calvo y barrigón
- El ladrón juzga por su condición
- Triste payaso
- La ley del Talión[9]